# كين باور
كين باور (بالإنجليزية: Ken Bower)‏ (18 مارس 1926 في المملكة المتحدة - 1 أغسطس 2002 في المملكة المتحدة) هو لاعب كرة قدم بريطاني (وحمل سابقاً جنسية المملكة المتحدة لبريطانيا العظمى وأيرلندا) في مركز الهجوم. لعب مع نادي روذرهام يونايتد ودارلينجتون إف سى.